# Дачне (Зеленоградський район)
Дачне (рос. Дачное, нім. Birkenberg) — селище Зеленоградського району, Калінінградської області Росії. Входить до складу Ковровського сільського поселення.
Населення — 0 осіб (2015 рік).

## Населення
| 2002 | 2010 |
| ---- | ---- |
| 4    | ↘0   |